# Дізраелі (фільм)
«Дізраелі» (англ. Disraeli) — американський чорно-білий художній фільм, байопік режисера Альфреда Гріна, що вийшов в 1929 році. У головній ролі задіяний Джордж Арлісс. Екранізація однойменної п'єси Луї Н. Паркера.
Фільм номінувався на три статуетки премії «Оскар» в категоріях «Найкращий фільм», «Найкраща чоловіча роль» (Джордж Арлісс; перемога) і «Найкращий адаптований сценарій» (Жульєн Джозефсон).

## Сюжет
Сюжет фільму розповідає про життя 42-го прем'єр-міністра Великої Британії Бенджаміна Дізраелі: вступ на посаду, політичній кар'єрі, спробі купити Суецький канал і раптової смерті.

## У ролях
- Джордж Арлісс — Бенджамін Дізраелі
- Джоан Беннетт — леді Кларісса Певенсі
- Флоренс Арлісс — леді Мері Беконсфілд
- Ентоні Бушнелл — лорд Чарльз Діфорд
- Девід Торренс — лорд Майкл Проберт
- Іван Ф. Сімпсон — сер Г'ю Маєрс
- Доріс Ллойд — місис Треверс
- Гвендолін Логан — герцогиня Гластонбері
- Чарльз Е. Еванс — містер Поттер, садівник Дізраелі
- Маргарет Манн — Королева Вікторія

## Цікаві факти
- Джордж Арлісс вже грав Бенджаміна Дізраелі в німому фільмі 1921 року.
- Мері Беконсфілд зіграла дружина Джорджа Арлісс — Флоренс.